# Дурча
Дурча (болг. Дурча) — село в Болгарии. Находится в Габровской области, входит в общину Дряново. Население составляет 0 человек.

## Политическая ситуация
Дурча подчиняется непосредственно общине и не имеет своего кмета.
Кмет (мэр) общины Дряново — Иван Илиев Николов (независимый) по результатам выборов.